# Estadio José Pachencho Romero
Estadio José Pachencho Romero är en fotbollsanläggning i staden Maracaibo i Venezuela, som rymmer 40 800 åskådare. Invigdes 1971, renoverades 1998 och inför Copa América 2007 genomgick arenan en renovering till finalen, som spelades där den 15 juli 2007.  Fotbollsplanen var ursprungligen omgiven av både en löparbana och en doserad cykelbana på betong, men dessa ersattes med nya läktare i samband med firandet av Copa América 2007.

## Historik
Byggnaden betraktas som nationellt kulturarv i Zulia-staten (kod IFA 063 045). Den byggdes till de bolivariska sportspelen 1971 och byggdes om i samband med de Centralamerikanska spelen och Karibien Maracaibo-spelen 1998, där landslaget vann en guldmedalj efter match mot Mexiko. Dess namn är valt för att hedra en framstående idrottsman, Zulia, aktiv inom friidrott.
Arenan var en av nio platser i Copa América Venezuela 2007 som var högkvarter för den stora finalen, där det genomfördes en klassisk sydamerikansk fotbollsuttagning med Argentina och Brasilien, där den senare hade friplats för att försvara sin mästartitel från Peru 2004.
Den 2 juli 2007, när arenan fortfarande var under utveckling i landets Copa América, meddelade presidenten för CONMEBOL Dr. Nicolás Leoz att Pachencho Romero-stadion 2008 skulle vara värd för världscupen för pojkar under 15 år.
Stadion är en av många som tillhör ett konglomerat av flera sportarenor som kallas Polideportivo Luis Aparicio Jr. där andra också är bland Luis Aparicio el Grande (baseboll) och Peter Elías Belisario Aponte Gymnasium (basket).
Inför Copa América gjordes renoveringsarbeten på stadion för att ta emot totalt 40 800 åskådare genom tillägg av två nya läktare i det stora utrymmet bakom bågen och även använda cykelbanan för detta. För att få rätten att vara värd för finalen beslutade den lokala kommittén att öka kapaciteten och sätta en plattform i velodromen som togs bort och ersattes av en VIP-sektion med kapacitet för 8 000 personer. Dessa renoveringar gjordes för att markera 2007 års Copa América, där stadion användes som en av nio kontor och högkvarter som platsen som var värd för finalen.

## Copa América 2007
Arenan var en av arenan för Copa América 2007 och höll följande matcher:
| Datum        | Tid   | Lag #1    | Res. | Lag #2    | Rond        |
| ------------ | ----- | --------- | ---- | --------- | ----------- |
| 28 juni 2007 | 18:35 | Paraguay  | 5–0  | Colombia  | Group C     |
| 28 juni 2007 | 20:50 | Argentina | 4–1  | USA       | Group C     |
| 2 juli 2007  | 20:50 | Argentina | 4–2  | Colombia  | Group C     |
| 10 juli 2007 | 20:50 | Uruguay   | 2–2  | Brasilien | Semi-finals |
| 15 juli 2007 | 17:05 | Brasilien | 3–0  | Argentina | Final       |